# Договор о регистарским таблицама и повлачењу јединица РОСУ са Севера КиМ
Договор о регистарским таблицама и повлачењу јединица РОСУ са Севера КиМ јесте споразум између привремене управе Косова и Србије уз посредовање ЕУ у Бриселу, постигнутом 30. септембра 2021. године, косовска полиција ће се повући почевши од 8.00 по локалном времену, 2. октобра 2021, до 16.00. Заједно са овим биће уклоњене и барикаде које су поставили демонстранти чиме би се окончала Криза на северу Косова и Метохије 2021. Уместо њих ће ући трупе НАТО-а.

## Реакција Србије
Дана 30. септембра, Председник Србије Александар Вучић је рекао: "Дошли смо до неке врсте компромисног решења за деескалацију ситуације на северу Косова, којим сам веома задовољан. Договорено је да се РОСУ повуку са Јариња и Брњака 2. октобра од 8 сати симултано са уклањањем барикада, најкасније до 16 сати", рекао је Вучић. Кфор ће своје снаге поставити и пре имплементације на Јариње и Брњак и остаће две недеље. Од 4. октобра успоставља се стикер режим као привремена мера пре коначног решења у вези са регистарским таблицама, које је одложено и о коме ће се говорити у Бриселу. Радна група коју ће чинити представници ЕУ, Београда и Приштине тражиће трајно решење за таблице на основу европских стандарда, први састанак биће одржан 21. октобра и донеће решење у року од шест месеци. Вучић је рекао да је за нас једна од најважнијих ствари одлазак наоружаних припадника РОСУ са севера Косова и Метохије. Истакао је да је овим споразумом Србија одбранила право на слободу кретања и нормалан проток роба, те је очуван и мир. „Верујемо да је ово био један добар показатељ да се у будућности такве акције Албанаца неће догађати и биће јасно да се такве ствари не могу дешавати. Повратак КФОР-а показује да је могуће остварити додатне гаранције за сигурност и безбедност српског становништва на Косову“, рекао је Вучић.
„Урадили смо једну ствар о којој не можемо да говоримо јавно, о чему је обавештан и НАТО, да ћемо, уколико би била угрожена безбедност, а други не ураде свој посао, као што је Кфор и сами бити спремни да заштитимо свој народ на Косову и Метохији“, рекао је Вучић и додао да „ситуација на Косову и Метохији никада неће бити добра. Европска унија позвала је да се поштују сви споразуми који су постигнути до сада, што се односи и на оснивање Заједнице српских општина. То је следећа тема у дијалогу“, рекао је Вучић.
Он је објаснио да ће „ЕУ као фасилитатор процесуирати све што произилази из првог споразума (Бриселског) као приоритетну ствар на следећем састанку главних преговарача“ и да ће „ЗСО и кршење тог споразума бити први на дневном реду“.
Председник Србије је рекао да нам „предстоји тешки период разговора и тешка борба око ЗСО“. Он је навео две мане договора који је постигнут у Бриселу:
„Једна је што ћемо до неког тежег решења моћи да дођемо у периоду од шест месеци и оно што споразум предвиђа употребу свих таблица са српским ознакама, али ће у пракси оне моћи да се користе само на северу Косова, али то за Србе на Косову није велики проблем“, додао је Вучић и објаснио да скидања таблица више неће бити.
Председник Србије Александар Вучић рекао је да нико није могао такав комплимент да му пружи као што је то учинио премијер привремених институција у Приштини Аљбин Курти, рекавши да независно Косово има проблем са једним човеком, који има своје име и презиме, а то је Александар Вучић. На питање да прокоментарише Куртијеву изјаву, Вучић је рекао да се јуче могла видети сва нервоза Куртија. Он је оценио да се Куртију није баш прославило скидање таблица, те да, како каже, није све у једном потезу и да се мора размишљати дугорочно. "Можете да кажете хоћу успешну економију, али ми се не мили да имам мир и стабилност. Не можете. Морате да водите рачуна о свему, о монетарној политици, стабилности, морате да поштујете договоре, да будете коректни", поручио је Вучић. Вучић је истакао да се једностраним актима не доноси ништа добро. "Надам се да је то добар наук и за Приштину", рекао је Вучић и додао да га брине случај Ивана Тодосијевића, који је, иначе, добио позив за издржавање казне због изјаве о Рачку. Он је, међутим, указао и да је документ о дееслакацији важан и када је реч о Тодосијевићу и Заједници српских општина, наводећи да много важних ствари за Србију произилазе у њему.
Премијер привремених институција у Приштини Аљбин Курти огласио се након што је постигнут договор Београда и Приштине и написао је да је српска страна протекле недеље поставила четири услова за одржавање састанка у Бриселу и да они нису испуњени. Додао је да сада почиње нова епоха реципроцитета и Србија би на то требало да се навикава. Курти је навео да ће се специјална јединица косовске полиције Росу повући са Јариња и Брњака, али и да остаје увек спремна за интервенцију.
"Утврђен је реципроцитет регистарских ознака возила. С обзиром на то да ће регистарске таблице Републике Косово у Србији бити покривене државним симболом, све регистарске таблице Србије без разлике такође ће бити покривене симболом на територији наше државе", написао је Курти на Фејсбуку.
Навео је да је специјална јединица косовске полиције отишла на Јариње и Брњак 20. септембра ради заштите прелаза и граничне полиције од блокаде путева и слободног саобраћаја.
"Пошто они одлазе, наша специјална јединица не мора остати тамо и увек остаје спремна да убудуће интервенише у било ком од истих или сличних прекршаја. Наравно, наша гранична полиција ће у будућности наметати реципроцитет регистарских таблица. Кфор ће тамо остати око две недеље како би се уверио да је све безбедно", навео је Курти.

## Реакције Косовских власти
Премијер привремених институција у Приштини Аљбин Курти огласио се након што је постигнут договор Београда и Приштине и написао је да је српска страна протекле недеље поставила четири услова за одржавање састанка у Бриселу и да они нису испуњени. Додао је да сада почиње нова епоха реципроцитета и Србија би на то требало да се навикава. Курти је навео да ће се специјална јединица косовске полиције Росу повући са Јариња и Брњака, али и да остаје увек спремна за интервенцију.
"Утврђен је реципроцитет регистарских ознака возила. С обзиром на то да ће регистарске таблице Републике Косово у Србији бити покривене државним симболом, све регистарске таблице Србије без разлике такође ће бити покривене симболом на територији наше државе", написао је Курти на Фејсбуку.
Навео је да је специјална јединица косовске полиције отишла на Јариње и Брњак 20. септембра ради заштите прелаза и граничне полиције од блокаде путева и слободног саобраћаја.
"Пошто они одлазе, наша специјална јединица не мора остати тамо и увек остаје спремна да убудуће интервенише у било ком од истих или сличних прекршаја. Наравно, наша гранична полиција ће у будућности наметати реципроцитет регистарских таблица. Кфор ће тамо остати око две недеље како би се уверио да је све безбедно", навео је Курти.

## Реакција ЕУ
ЕУ је поздравила исход разговора које су петходна два дана у Бриселу водили Мирослав Лајчак, Петар Петковић и Бесник Бисљими. Истровремено ЕУ је позвала на примену свих до сада постигнутих споразума, са посебним освртом на формирање Заједнице српских општина.
„Током данашњих преговора, посредник ЕУ је примио к знању забринутост коју је изнела београдска страна у вези са непровођењем Асоцијације/заједнице општина са већинским српским становништвом и непостојањем панела са већином косовских Срба у Апелационом суду у недавном случају. Посредник позива обе стране да примене све раније договоре”, наводи се у саопшетњу Европске службе за спољне послове.
Додаје се да ће се ЕУ, као посредник у дијалогу, позабавити свим отвореним питањима која произлазе Бриселског споразума, што ће бити приоритет на једном од следећих састанака главних преговарача пре краја године. У писаном саопштењу ЕЕАС наводи се да је данас, након „опсежних разговора” које су водили Мирослав Лајчак, Петар Петковић и Бесник Бисљими, постигнут договор о решавању тензије на северу КиМ као и о раду на одрживом решењу које ће омогућити неометану слободу кретања свим људима.
„ЕУ поздравља исход данашњих разговора и позива обе стране да се конструктивно укључе у дијалог како би постигле брз напредак у свеобухватној нормализацији њихових односа”, стоји у саопштењу ЕЕАС.
Изасланик ЕУ за КиМ Мирослав Лајчак је 1. октобра објавио да је са Столтенбергом разговарао о договору о смањењу тензија на северу Косова и Метохије и наредним корацима у дијалогу Београда и Приштине, који се води под покровитељством ЕУ. Лајчак је на Твитеру додао да је захвалио на важној улози и доприносу Кфора на Косову и Метохији. Он је додао да је сарадња ЕУ и НАТО кључна у региону пошто, како је навео, деле заједничке циљеве. „Задовољство ми је било да се састанем са Столтенбергом и известим савезнике НАТО-а о јуче постигнутом договору и наредним корацима у дијалогу под покровитељством ЕУ“, навео је Лајчак.

## Реакција САД
Изасланик САД за Западни Балкан Габријел Ескобар изјавио је да је срећан што су се смириле тензије између Београда и Приштине и што су обе стране пристале на решење за ситуацију на северу Косова и Метохије. Он је на аудио конференцији у Бриселу рекао да су САД дале Приштини за право да спроведе реципроцитет према Србији, али да је додао да најновији потез Приштине у вези са регистарским таблицама за њих био изненађујући. Ескобар изјавио је да не искључује могућност да САД именују изасланика за дијалог, што је у администрацији актуелног председника Доналда Трампа био Ричард Гренел, и додао да остаје да се види да ли ће до тога доћи.
"У међувремену ја ћу радити као представник Стејт департмента у региону што сматрам да је веома озбиљно и бићу активан и отворен за проналажење билатералних решења у координацији са ЕУ", рекао је Ескобар
Задовољан сам споразумом две стране у Бриселу које су се обавезале да се нађе решење за ситуацију на Северу Косова, рекао је Ескобар.
"Имамо још дуг пут у дијалогу. Подржавамо Лајчака и његов тим за проналажење конструктивних решења. Са нашим партнерима у ЕУ можемо да помогнемо да се реше проблеми заостали још из 90-их година", рекао је Ескобар.
Ескобар је додао и да ескалација око прелаза не помаже, као и да је у блиским контактима са обе стране како би се избегле такве ситуације. Он је за „Блиц“ рекао да је охрабрио партнере из ЕУ да упуте јачу поруку да су земље Западног Балкана жељене и потребне Унији и нагласио да ће наставити да преноси ту поруку.
Изразио је наду да ће обе стране увидети да су већ интегрисане и да ће учинити напредак да заврше ту интеграцију.
„Верујем да постоји јак договор да земље Западног Балкана треба да буду део ЕУ"“, рекао је Ескобар коментаришући тврдње да ЕУ окреће леђа Западном Балкану, укључујући Србију.
Он је нагласио да су земље Западног Балкана европске.
„Културом, историјски и економијом припадају Европи. Највећи број људи из региона из дијаспоре је у Европи, њихове економије су уско повезане са Европом“, рекао је Ескобар.

## Реакција НАТО
Портпаролка НАТО-а Оане Лунгеску поздравила је споразум о деескалацији и напретку на северу Косова и Метохије који су постигли Београд и Приштина.
"Мисија КФОР-а предвођена НАТО-ом играће фундаменталну улогу у обезбеђивању његове ефикасне примене, у складу са Резолуцијом 1244 Савета безбедности Уједињених нација из 1999. године којом се КФОР-у налаже да пружа безбедно и сигурно окружење и слободу кретања за све заједнице које живе на Косову", рекла је Оане Лунгеску, а саопштила војна канцеларија за везу НАТО у Београду.
Она је подсетила да је протеклих дана, генерални секретар НАТО-а Јенс Столтенберг разговарао са председником Србије Александром Вучићем и премијером привремених приштинских институција Аљбином Куртијем о потреби за деескалацијом, суздржаношћу и о повратку дијалогу.
"Поздрављамо што ћемо сутра примити специјалног представника ЕУ за дијалог Београда и Приштине и друга регионална питања Западног Балкана Мирослава Лајчака у Седишту НАТО-а, где ће се састати са генералним секретаром НАТО-а Јенсом Столтенбергом и Северноатлантским саветом", навела је Оане Лунгеску.
Поручила је да НАТО наставља да чврсто подржава дијалог уз посредовање ЕУ, као и друге напоре за нормализацију односа Београда и Приштине.
"Ово је једини пут ка постизању трајног политичког споразума за регион и кључан је за стабилност у целом региону", поручила је Лунгеску.
Дана 1. октобра, Генерални секретар НАТО-а Јенс Столтенберг и специјални изасланик ЕУ за дијалог Мирослав Лајчак разговарали су о дијалогу Београда и Приштине и другим питањима у региону Западног Балкана. Столтенберг ће, како је саопштио НАТО, остати у блиском контакту са председником Србије Александром Вучићем и Аљбином Куртијем у вези са потребом деескалације, показивања уздржаности и повратка дијалогу. НАТО поздравља недавно постигнут споразум о деескалацији и напредак на северу постигнут уз посредство ЕУ, рекао је Столтенберг. Он је навео да мисија Кфора има кључну улогу у обезбеђивању ефикасне имплементације договореног, као и да НАТО остаје чврсто посвећен стабилности региона Западног Балкана. Столтенберг је поздравио и сарадњу ЕУ и НАТО као одлучан пример стратешке сарадње између две организације.